# Dualszky János
Dualszky János (Szenice, 1808. január 6. – Nyitra, 1881. március 22.)  kanonok és címzetes apát, helytörténetíró.

## Élete
Nyitrán tanult papnövendékként, miséspappá 1831. január 15-én szentelték föl. 1830-tól öt éven át volt nevelő Mednyánszky József bárónál, azután trencséni segédlelkész (káplán), majd 1843-ban apátfalvai, 1844-től beckói plébános. 1862-től nyitrai kanonok és 1871-től címzetes apát. A Magyar Történeti Tárban (III. 1857.) Révay László naplójából közölt (1600–1605) kivonatokat.

## Művei
- 1857 Kivonatok Révay László naplójából. Magyar Történeti Tár 3.
- 1875 Nyitra vár és város történelmi vázlata. Nyitra. (Ism. Századok. Kivonatát közölte István bácsi Naptára 1876-ra két képpel.)
- Historia arcis et oppidi Beczkó. Štátny archív v Nitre, pozostalosť Aurela Rutseka (Kézirat)